# Il Pianeta degli uomini spenti
Il Pianeta degli uomini spenti este un film SF italian din 1961 regizat de Antonio Margheriti. În rolurile principale joacă actorii Claude Raines, Bill Carter și Maya Brent.

## Prezentare
O planetă rătăcitoare este pe un curs de coliziune cu Pământul când, dintr-odată, începe să se rotească pe orbită în jurul planetei noastre albastre. Ceea ce pare a fi o planetă moartă lansează brusc o flotă de farfurii zburătoare care începe să atace flotele noastre spațiale.

## Actori
- Claude Rains este Professor Benson
- Bill Carter este Cmdr. Robert Cole
- Umberto Orsini este Dr. Fred Steele
- Maya Brent este Eve Barnett
- Jacqueline Derval este Mrs. Collins

## Vezi și
- Științifico-fantasticul în Italia